# Houda Abouz
Houda Abouz, más conocida como Khtek (que significa «tu hermana» en árabe marroquí), es una rapera marroquí.

## Biografía
Nacida hacia 1995 en Khemisset, estudió cine en la Universidad Abdelmalek Essaâdi, en Tetuán, en el norte de su país natal (Marruecos), en el Rif occidental, también llamado País Yebala.
Animada por amigos e interesada en el hip-hop, grabó canciones. En un vídeo, aparece junto a tres estrellas masculinas del rap en Marruecos, ElGrandeToto, Don Bigg y Draganov. El vídeo fue reproducido aproximadamente 16 millones de veces en YouTube, lo que le animó a dedicarse a la música.
Utiliza principalmente el árabe marroquí en sus canciones, pero mezclado con francés e inglés. Consiguió reconocimiento internacional en febrero de 2020 gracias a su canción «KickOff», muy crítica con la sociedad marroquí y con la situación de la mujer marroquí.
El 23 de noviembre de 2020, la cantante fue incluida en la lista de las 100 mujeres más influyentes del año de la BBC.